# Coeliccia ryukyuensis
Coeliccia ryukyuensis là loài chuồn chuồn trong họ Platycnemididae. Loài này được Asahina mô tả khoa học đầu tiên năm 1951.